# John Thompson (sociologo)
John Brookshire Thompson (Minneapolis, 20 luglio 1951) è un sociologo britannico.

## Attività
È professore di Sociologia alla facoltà di Scienze Sociali e Politiche dell'Università di Cambridge e membro dell'élite Jesus College. Si è laureato nel 1975 all'Università di Keele e ha conseguito il titolo di PhD nel 1979 all'Università di Cambridge. Ha ricevuto incarichi didattici in diverse università degli Stati Uniti, Canada, Messico, Brasile, Cile, Cina e Sud Africa. Tra le sue pubblicazioni più importanti figurano uno studio su Habermas e Ricoeur, Critical Hermeneutics (1981), Studies in the Theory of Ideology (1984), Ideology and Modern Culture (1990) e Political Scandal: Power and Visibility in the Media Age  (2000). Quest'ultima pubblicazione ha ricevuto il “Premio Europeo Amalfi per la Sociologia e le Scienze Sociali” nel 2001. Ha studiato l'influenza dei mezzi di comunicazione nella formazione delle società moderne, argomento questo considerato da pochi sociologi.
The Media and Modernity. A Social Theory of the Media (1995) è il tentativo di formulare una teoria sociale dei mezzi di comunicazione di massa, analizzando il rapporto complesso e articolato che - fin dal tardo medioevo - intercorre tra l'industria medioevale e i poteri economico, politico e coercitivo. Thompson propone una teoria che tenga conto del ruolo - o meglio, dei ruoli svolti dai media nella modernità, avversando le argomentazioni che hanno considerato e considerano i mezzi di comunicazione e il loro sviluppo come un semplice riflesso della vita sociale, economica e politica delle varie epoche. Thompson si richiama piuttosto a Gadamer e agli ermeneutici, sottolineando il ruolo dei contesti e delle singole risorse individuali nella comprensione dei messaggi simbolici trasmessi dai mass media. I suoi molteplici contributi hanno caratterizzato lo sviluppo dell'analisi e della comprensione dei processi culturali e politici della modernità, in particolare per quanto riguarda il ruolo dei media nella trasformazione delle categorie di spazio-tempo nella vita sociale e nella creazione di nuove forme di azione ed interazione.
Il recente lavoro di John Thompson si focalizza sull'industria editoriale. Books in the Digital Age: The Transformation of Academic and Higher Education Publishing in Britain and the United States (Polity, 2005) presenta un'analisi delle pubblicazioni educative per l'istruzione superiore dal 1980 al 2005.

## Ricerca attuale
Dal 1990 al 2000 la sua ricerca ha riguardato la natura dei mezzi di comunicazione e l'impatto sociale e politico dei cambiamenti delle forme di comunicazione. Questa ricerca ha prodotto due libri, Mass Media e modernità (1995) e Political Scandal: Power and Visibility in the Media Age (2000), il quale ha ricevuto il Premio europeo Amalfi per la Sociologia e scienze sociali per il 2001. Dal 2000 ha lavorato sulla struttura evolutiva dell'industria libraria in Gran Bretagna e negli Stati Uniti. La prima fase di questa ricerca si è concentrata sulle pubblicazioni per l'istruzione accademica e superiore, i cui risultati sono stati pubblicati in Books in the Digital Age (2005). La seconda fase della ricerca si interessava del mondo che cambia dell'editoria generale interessata al profitto e alla realizzazione di bestseller; i risultati sono pubblicati in Merchants of Culture (2010).

## La questione della comunicazione di massa e il suo significato
Nel saggio Mezzi di comunicazione e modernità. Una teoria sociale dei media, Thompson analizza il termine di comunicazione di massa e le domande su dove sia applicabile nei mezzi di comunicazione odierni. Egli mette in evidenza in primo luogo l'uso della parola “massa”, affermando che la maggior parte dei media oggi non sono prodotti per le masse, ma per mercati di nicchia. Il termine massa è particolarmente ingannevole perché evoca immagini di un vasto pubblico composto da migliaia o addirittura milioni di individui. Thompson passa quindi a parlare dell'uso della parola “comunicazione”, egemonizzata dall'espressione “comunicazione di massa”. Egli contrappone a questa la comunicazione faccia a faccia e il processo a due vie che ha luogo quando le persone parlano tra loro. Thompson è convinto che nell'era della tecnologia digitale ci siano condizioni più adatte all'utilizzo di una comunicazione “mediata” che non presupponga automaticamente l'inganno da parte dei media.

## Riconoscimenti
- Premio Europeo Amalfi per la Sociologia e le Scienze Sociali nel 2001

## Opere

### Libri
- Critical Hermeneutics: A Study in the Thought of Paul Ricoeur and Jürgen Habermas (Cambridge: Cambridge University Press 1981).
- Hermeneutics and the Human Sciences: Essays on Language, Action and Interpretation (Cambridge: Cambridge University Press, 1981)
- Habermas: Critical Debates (with David Held) (London: Macmillan; Boston: M.I.T. Press, 1982)
- Studies in the Theory of Ideology (Cambridge: Polity; Berkeley: University of California Press, 1984)
- The Political Forms of Modern Society: Bureaucracy, Democracy, Totalitarianism (Cambridge: Polity; Boston: M.I.T. Press, 1986)
- Social Theory of Modern Societies (with David Held) (Cambridge: Cambridge University Press, 1989)
- Ideology and Modern Culture: Critical Social Theory in the Era of Mass Communication (Cambridge: Polity; Stanford: Stanford University Press, 1990)
- Language and Symbolic Power (Cambridge: Polity; Cambridge, Mass.: Harvard University Press, 1991)
- The Media and Modernity: A Social Theory of the Media (Cambridge: Polity; Stanford: Stanford University Press, 1995); trad. it. Mezzi di comunicazione e modernità. Una teoria sociale dei media, Il Mulino, 1998, EAN: 9788815065674
- Political Scandal: Power and Visibility in the Media Age (Cambridge: Polity, 2000)
- Books in the Digital Age: The Transformation of Academic and Higher Education Publishing in Britain and the United States (Cambridge: Polity, 2005)
- Merchants of Culture: The Publishing Business in the Twenty-First Century (Cambridge: Polity, 2010)

### Articoli
- The Theory of the Public Sphere, Theory, Culture and Society, 10 (agosto 1993).
- Social Theory and the Media, in David Crowley e David Mitchell (a cura di), Communication Theory Today (Cambridge: Polity; Stanford: Stanford University Press, 1994).
- Tradition and Self in a Mediated World, in Paolo Heelas, Lash Scott e Paul Morris (a cura di), Detraditionalization: Critical Reflections on Authority and Identity (Oxford: Basil Blackwell, 1996).
- Scandal and Social Theory, in James Lull e Stephen Hinerman (a cura di), Media Scandals: Morality and Desire in the Popular Culture Marketplace (Cambridge: Polity, New York: Columbia University Press, 1997).
- The Media and Politics, a Kate Nash e Alan Scott (a cura di), The Blackwell Companion to Political Sociology (Oxford: Blackwell Publishers, 2001).
- Political Scandal: Power and Visibility in the Media Age, in Carlo Mongardini (a cura di), La Civiltà della Comunicazione Globale (Roma: Bulzoni, 2002).
- Inside the Publishing World, Logos, 16/1 (2005).
- The New Visibility, Theory, Culture and Society, 22/6 (2005), pp 31–51. Tradotto in italiano e pubblicato in Laura Bovone e Paolo Volonté (a cura di), Comunicare le identità (Roma: Franco Angeli, 2006), pp 183–205.
- Survival Strategies for Academic Publishing, The Chronicle Review (17 giugno 2005), pp B6-B9. Ristampato in Research Publishing Quarterly, 21/4 (2005).
- La Sociologia Nel 21° Secolo, Studi di Sociologia, XLIV / 2 (aprile 2006-giugno).
- US Academic Publishing in the Digital Age, in David Paul Nord, Joan Shelley Rubin e Michael Schudson (a cura di), A History of the Book in America, vol. 5: The Enduring Book: Print Culture in Postwar America (Chapel Hill, Carolina del Nord: University of North Carolina Press, 2009).